# تلامبوگاهاتاواتا
تلامبوگاهاتاواتا (به لاتین: Telambugahawatta) یک منطقهٔ مسکونی در سری‌لانکا است که در استان مرکزی (سری‌لانکا) واقع شده‌است.